# Prionostemma duplex
Prionostemma duplex is een hooiwagen uit de familie Sclerosomatidae.